# Qualificazioni al campionato mondiale di calcio 2026 - UEFA - Fase a gironi, gruppo L

## Classifica
Aggiornata al 9 giugno 2025.
| Pos. | Squadra    | Pt | G | V | N | P | GF | GS | DR  |
| ---- | ---------- | -- | - | - | - | - | -- | -- | --- |
| 1.   | Rep. Ceca  | 9  | 4 | 3 | 0 | 1 | 9  | 6  | +3  |
| 2.   | Croazia    | 6  | 2 | 2 | 0 | 0 | 12 | 1  | +11 |
| 3.   | Montenegro | 6  | 3 | 2 | 0 | 1 | 4  | 3  | +1  |
| 4.   | Fær Øer    | 3  | 3 | 1 | 0 | 2 | 3  | 4  | -1  |
| 5.   | Gibilterra | 0  | 4 | 0 | 0 | 4 | 2  | 16 | -14 |

## Risultati

### 1ª giornata
| Arbitro: | António Nobre |

|                                  |           |          |
| Jovetić 22’ Tući 70’ Marušić 73’ | Marcatori | 13’ Bent |

| Arbitro: | Rade Obrenović |

|                 |           |               |
| Schick 25’, 85’ | Marcatori | 83’ Vatnhamar |

### 2ª giornata
| Arbitro: | Horațiu Feșnic |

|  |           |                                             |
|  | Marcatori | 21’ Černý 50’ Schick 72’ Šulc 90+5’ Kliment |

| Arbitro: | Allard Lindhout |

|           |           |  |
| Kuč 90+6’ | Marcatori |  |

### 3ª giornata
| Arbitro: | Serdar Gözübüyük |

|                       |           |  |
| Hložek 23’ Schick 65’ | Marcatori |  |

| Arbitro: | Georgi Kabakov |

|  |           |                                                                               |
|  | Marcatori | 28’ Mari. Pašalić 30’ Budimir 60’, 63’ Ivanović 73’ Perišić 77’, 79’ Kramarić |

### 4ª giornata
| Arbitro: | Yigal Frid |

|                                  |           |             |
| Frederiksberg 71’ Johannesen 86’ | Marcatori | 23’ Scanlon |

| Arbitro: | Jesús Gil Manzano |

|                                                                    |           |            |
| Kramarić 42’, 75’ Modrić 62’ (rig.) Perišić 68’ Budimir 72’ (rig.) | Marcatori | 58’ Souček |

### 5ª giornata
| Tórshavn 5 settembre 2025, ore 20:45 CEST | Fær Øer | – referto | Croazia | Tórsvøllur |

| 5 settembre 2025, ore 20:45 CEST | Montenegro | – referto | Rep. Ceca |  |

### 6ª giornata
| 8 settembre 2025, ore 20:45 CEST | Gibilterra | – referto | Fær Øer |  |

| 8 settembre 2025, ore 20:45 CEST | Croazia | – referto | Montenegro |  |

### 7ª giornata
| 9 ottobre 2025, ore 20:45 CEST | Rep. Ceca | – referto | Croazia |  |

| 9 ottobre 2025, ore 20:45 CEST | Fær Øer | – referto | Montenegro |  |

### 8ª giornata
| 12 ottobre 2025, ore 18:00 CEST | Fær Øer | – referto | Rep. Ceca |  |

| 12 ottobre 2025, ore 20:45 CEST | Croazia | – referto | Gibilterra |  |

### 9ª giornata
| 14 novembre 2025, ore 20:45 CET | Gibilterra | – referto | Montenegro |  |

| 14 novembre 2025, ore 20:45 CET | Croazia | – referto | Fær Øer |  |

### 10ª giornata
| 17 novembre 2025, ore 20:45 CET | Rep. Ceca | – referto | Gibilterra |  |

| 17 novembre 2025, ore 20:45 CET | Montenegro | – referto | Croazia |  |

## Statistiche

### Classifica marcatori
Aggiornata al 9 giugno 2025.
4 reti
- Andrej Kramarić

- Patrik Schick

2 reti
- Ante Budimir (1 rig.)

- Franjo Ivanović

- Ivan Perišić

1 rete
- Luka Modrić (1 rig.)
- Mario Pašalić
- Václav Černý
- Adam Hložek
- Jan Kliment
- Tomáš Souček

- Pavel Šulc
- Árni Frederiksberg
- Patrik Johannesen
- Gunnar Vatnhamar
- Dan Bent
- James Scanlon

- Stevan Jovetić
- Edvin Kuč
- Adam Marušić
- Marko Tući